# Kungälv (commune)
La commune de Kungälv est une commune suédoise du comté de Västra Götaland peuplée de 49 286 habitants (2023). Son chef-lieu se situe à Kungälv.

## Localités principales
- Diseröd
- Kareby
- Kärna
- Kode
- Kungälv
- Marstrand
- Tjuvkil